# Vasvári béke
A vasvári béke, németül: Frieden von Eisenburg, törökül: Vasvar Antlaşması, a magyarországi török háborúk során, a Vas vármegyei Vasváron 1664. augusztus 10-én 20 évre kötött békeszerződés volt, ami az 1663–64-es török elleni háborút zárta le. A béke alapvetően a szentgotthárdi csatával kialakuló status quo 20 évre szóló fenntartását irányozta elő, mert mindkét aláíró fél fontosabbnak látta erőforrásait az egyéb frontokon folytatott konfliktusai céljára átcsoportosítani. A kortárs magyar közélet jelentős része, főleg a franciákkal kapcsolatot tartó rendi ellenzék és nyomukban a magyar történetírók zöme szégyenletesnek és megalázónak nevezte a békét, hangoztatva, hogy a győztes csata ellenére a török megtarthatja hódításait.

## Előzményei

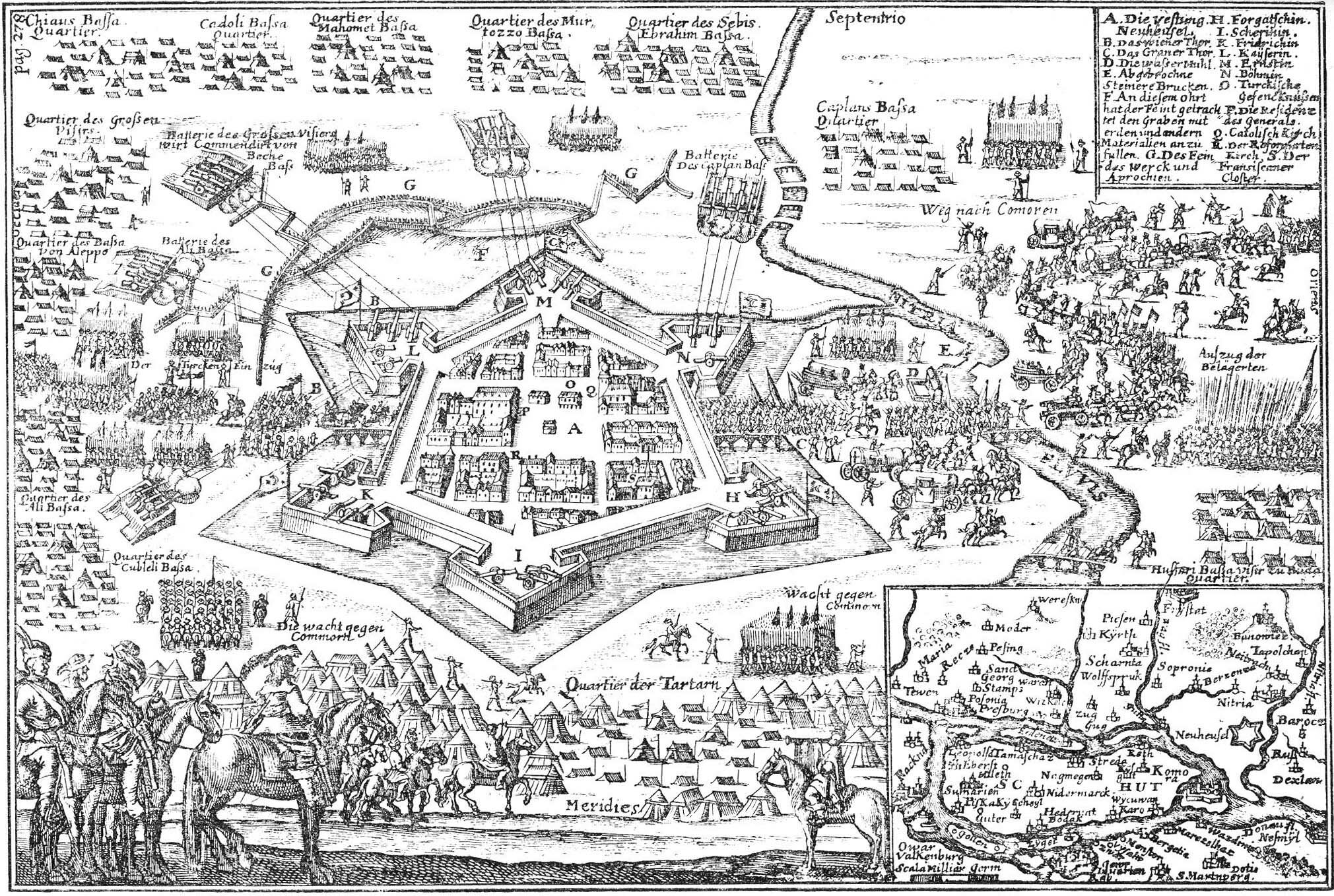
Érsekújvár ostroma 1663-ban

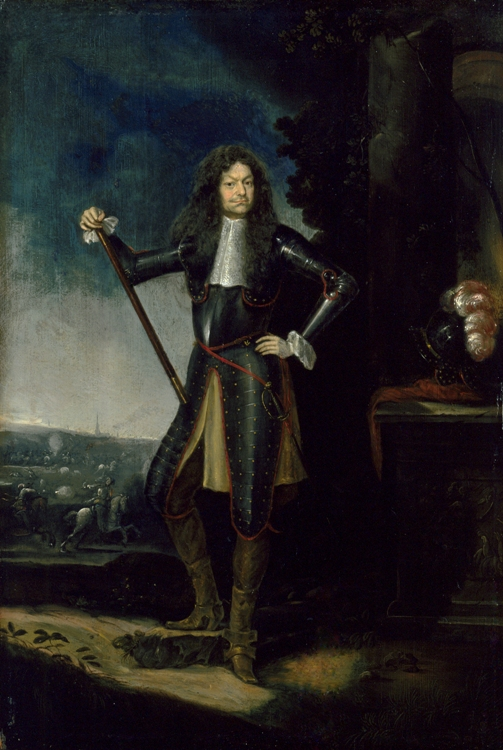
Raimondo Montecuccoli olasz származású császári hadvezér

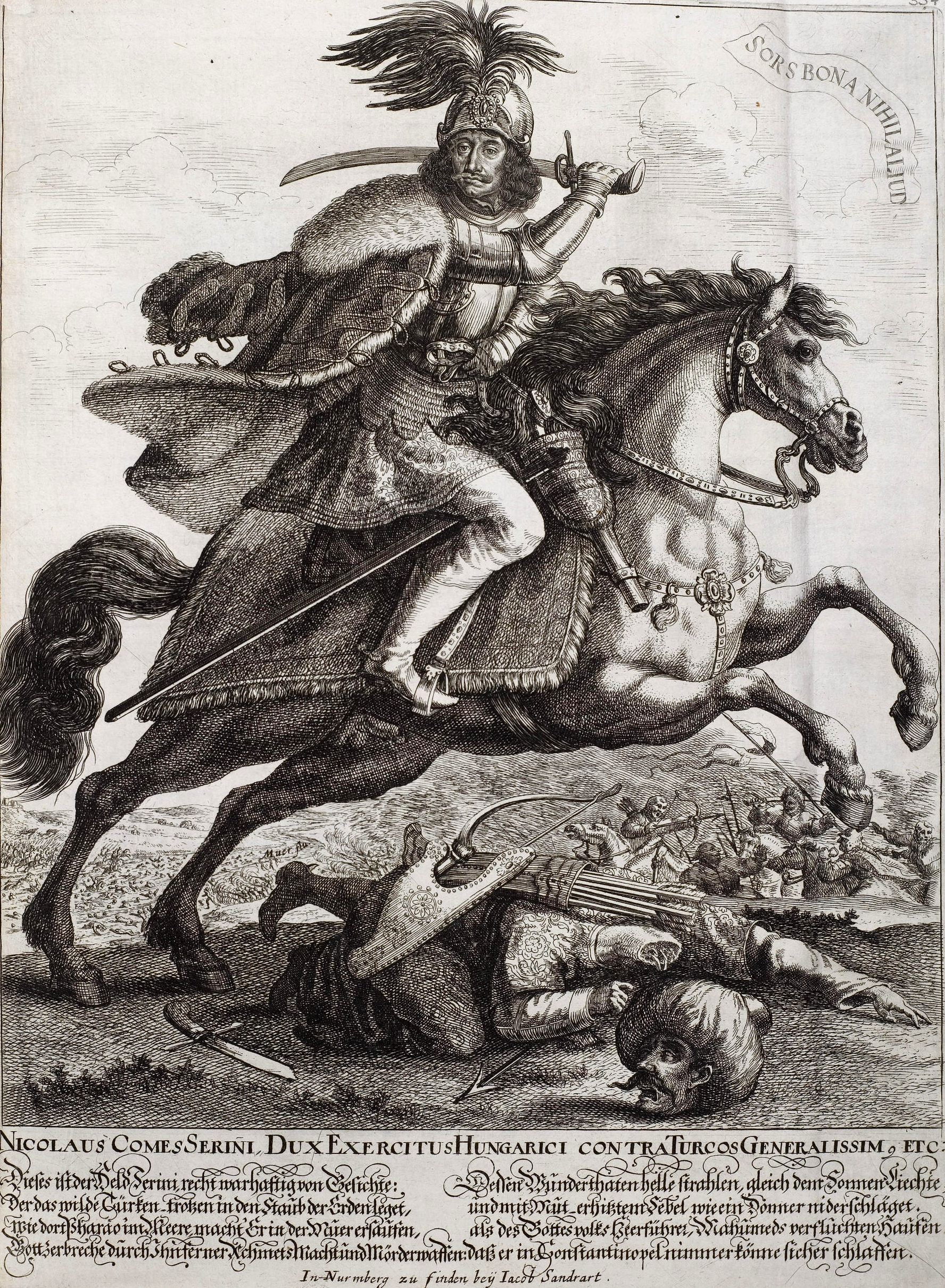
Zrínyi Miklós költő és hadvezér

Az Oszmán Birodalom 1663-ban a korábbi egyezményeket megszegve hadat üzent a Habsburgoknak. Magyarországot készületlenül érte a támadás. 1663-ban a törökök nagy támadó hadjáratukkal bevették Érsekújvárt. A nagyvezírnek, Köprülü Ahmednek feltett szándéka a királyi Magyarország és a cseh területek elfoglalása, hogy ezáltal könnyebben meghódíthassa Bécset.
I. Lipót magyar király Zrínyi Miklós grófot nevezte ki a hadsereg főparancsnokává. Azonban a bécsi udvar Zrínyit politikai ellenfélként kezelte, ezért Lipót visszavonta fővezéri kinevezését, és Raimondo Montecuccolit nevezte ki helyette, aki azt az utasítást kapta, hogy csak akkor bocsátkozzék harcba, ha a török Bécset fenyegeti. A következő évben a keresztények több győzelmet is arattak a török felett, igaz Zrínyiújvárt elveszítették. Egyes források szerint Szentgotthárdnál Montecuccoli nyílt csatában felülkerekedett a nagyvezír ötszörös túlerőben levő hadán, s az utasításnak megfelelően nem engedte megtámadni vagy provokálni a török hadat, pedig az már hidat kezdett verni a Rábán. Az alája rendelt francia Jean de Coligny-Saligny és Nádasdy Ferenc gróf a határozott parancs ellenére megtámadták a törököket, és visszaszorították őket a folyó túlsó partjára. A törökök a rettegett Zríni-oglu (Zrínyi Miklós) nevét kiabálva menekültek, s Montecuccoli a magáénak vallotta a győzelmet.

## A szerződés tartalma
Az egész háború alatt a császári vezetés állandóan tárgyalt és alkudozott a nagyvezírrel, s a szultánnal a béke megkötését illetően. A Habsburgok a háborút mindig is kerülni akarták, mert nyugat-európai ügyeikkel voltak elfoglalva, s fő ellenfelüknek inkább a Francia Királyságot tartották.
Mivel a francia csapatok is részt vettek a török elleni háborúban, s nagy sikereket értek el, ez irigykedéssel töltötte el a Habsburgokat, akiknek mindez még presztízsveszteséget is jelentett. Erősen befolyásolta tettüket még az is, hogy a magyar rendek támogatást kerestek a Napkirálynál, és szövetségre léptek a franciabarát Rajnai Szövetséggel, melyet a Habsburgok németországi befolyásának csökkentésére hoztak létre. A Habsburgok valószínűleg tartottak attól, hogy mind a szövetség, mind Franciaország támogatni fogja Magyarországot esetleges függetlenségi törekvéseiben. Nem sokkal a szentgotthárdi csata után az udvar megbízta Simon Reniger von Reningent, aki végig a török táborban tartózkodott, hogy tárgyaljon Köprülü nagyvezírrel a békéről. Előzőleg már Nándorfehérvárnál fel is kínálta ezt neki.
A tárgyalások Vas vármegye akkori székhelyén, Vasváron zajlottak. Bár Von Reniger többféle ajánlatot tett a nagyvezírnek, azonban ő ragaszkodott ahhoz, hogy az Oszmán Birodalomba beékelődő Zrínyiújvár soha többé ne épüljön újra.
A béke szövegének alapját a zsitvatoroki béke szövege alkotta, amit a vasvári az azóta kötött szerződésekkel együtt megerősített, és néhány új ponttal egészített ki. A lényege, bizonyos egyensúlyi helyzet fenntartása volt a két hatalom között. Zrínyiújvár nem épül fel soha többé, s az osztrák kivonja csapatait Erdély területéről, a török pedig nem állomásoztat semmilyen katonaságot, ugyanakkor a korábbi török elleni harcokat vezető II. Rákóczi György és Kemény János fiai közül nem kerül ki uralkodó, hanem I. Apafi Mihály marad az ország fejedelme. Lerombolják továbbá Székelyhíd várát, IV. Mehmed kezében maradhat Érsekújvár Várad, míg Gután császári helyőrség maradhat, hasonlóan Szabolcs és Szatmár váraiban, valamint a hajdú kerületekben is. A töröké lett azonkívül Lugos, Karánsebes és Jenő vára.
Emellett egy osztrák–török kereskedelmi szerződés is köttetett, amely a bécsi udvar reményei szerint megtöltheti a mindig üresen tátongó kincstárat. I. Lipót kezében megmaradhatott Szabolcs és Szatmár, Erdély pedig megmaradt korábbi állapotában, így kivonták onnan az összes osztrákot. Továbbá az Udvar és a Porta egymásnak 200 ezer forint értékű ajándékokat küldött, és Lipótnak nem kellett adót fizetnie a szultánnak.
A törökök számára a békekötéssel előnyösen zárult a háború. A szultán most minden erejét Velence ellen fordíthatta, akit 1699-re le is győzött.
Több magyar úr, mint Nádasdy Ferenc országbíró már tudott a békéről, de kényszerűségből tudomásul vette. Lippay György érsek később azzal vádolta Nádasdyt, hogy neki is egyformán része volt a béke megkötésében. 
A bécsi udvart, a béke megkötése kapcsán, a következők befolyásolták: A német fejedelmi udvarok és „udvarocskák” lendülete, amellyel támogatást adtak Bécsnek a török ellen, alább hagyott, a német fejedelmek hosszabb távon nem kívánták támogatni az oszmánok elleni harcot; és az udvarban már nem bíztak a birodalmi és más segélyhadak érkezésében, de kételkedtek a magyarok támogatásban is. Úgy vélték, Zrínyi Miklós - 1664. júniusban - sértődöttsége miatt állt félre. Köprülü Ahmed időközben erősítést kapott,  ugyanakkor a császári-királyi sereg utánpótlási rendszere hiányos volt, illetve a keresztény győzelem katonai jelentőségét nem lehetett túlértékelni, mivel a keresztény erők csak a Rábán átkelt török csapatrészeket győzték le, részgyőzelmet aratva; a nagyvezír haderejének további része érintetlenül állt a folyó túlpartján. Montecuccoli húszezer főre apadt seregének, sem ereje, sem eszköze, nem volt a további hadműveletekre. I. Lipótnak az 1663-ban megkötött spanyol házassági szerződése következtében, felbukkant a láthatáron a Spanyol Királyság öröklésének a kérdése, amely aztán fél évszázadon át, meghatározta az európai nagyhatalmi politikát. Bécsben tartottak a francia terjeszkedéstől, mert a Francia Királyság már az 1648-as vesztfáliai béke megkötése óta, szemet vetett a Német-Római Birodalom délnyugati tartományaira. Bécsben féltek is egy franciák elleni esetleges háborútól. (1664. októberben Németország közepén francia had támogatta a franciabarát Rajnai Szövetséghez tartozó mainzi választófejedelem harcát Erfurt városa ellen).

## A vasvári békeszerződés szövege magyar fordításban[1]
„Első cikkely. Hogy a városokat és a várakat, amelyeket a császári katonaság megszállt Erdélyben, adják vissza Erdély fejedelmének és rendjeinek. Ezzel egy időben vonuljon ki mindkét fél hadserege Erdélyből, húzódjék vissza a határoktól, valamennyi említett és egyéb hely pedig maradjon a korábbi békességállapotában. És ha kiürítették a fejedelemséget, Erdély rendjei választhassanak szabadon fejedelmet régi császári egyezményeik szerint, és minden tekintetben élvezzék régi szabadságukat, kiváltságaikat és jogaikat.
Második cikkely. Hogy Szent Császári Királyi Felsége két megyéjét, Szatmárt és Szabolcsot – miként a királyság többi megyéjét és ő Felsége tartományát – városaival, alattvalóival, rendjeivel, váraival, palánkjaival, kerületeivel és tartozékaival, különösen a szabad hajdúkkal – akik korábban ő Felségéhez fordultak –, azok városaival, megerősített helyeivel együtt ne zaklassák sem a törökök, sem az erdélyiek vagy fejedelmük vagy bárki más semmilyen módon és ürüggyel, különféle igénnyel, adóval vagy hadisarccal, és az ide tartozó mindenféle, ez ideig szokásos követeléssel. A jövőben ezeket semmilyen módon ne emeljék fel.
Harmadik cikkely. Ha Szent Császári Felsége területeinek biztonságáért az egyéb határszakaszokon ezideig megszokott módon városokat és várakat erősítene és szállna meg, amelyek az említett két megyében fekszenek, különösképpen Szatmárt, Károlyt, Kállót, Ecsedet, és ha azokon felül – tetszése szerint – másokkal is ezt tenné, ne helyezhessen el rendes hadakat és tábornokokat bennük. Ez legyen érvényes a török és az erdélyi határszakaszokon is. Székelyhíd erősséget pedig a bajok elhárítása érdekében, amelyek mindkét fél birtokait érhették miatta, rombolják le védőműveivel együtt, és tegyék a földdel egyenlővé úgy, hogy sem a két fél, sem bárki más ne építhesse fel, ne erősíthesse, vagy szállhassa meg valamilyen ürüggyel.
Negyedik cikkely. Hogy Rákóczi fiát és Kemény János fiát, vagy mást Felső-Magyarországról, akadályozzák meg, hogy segélycsapatokkal Erdélybe visszatérjen, és ott új nyugtalanságot keltsen. Ez legyen érvényes a törökökre és az erdélyiekre nézve is Ő Felsége területeit és megyéit illetően.
Ötödik cikkely. Hogy ne legyen szabad oltalmat és támogatást nyújtani gonosz embereknek vagy a két császár ellenségeinek.
Hatodik cikkely. Hogy a Kanizsa mellett levő erősséget [ti. a lerombolt Zrínyi-Újvárt], amely az említett nyugtalanságot alkalomadtán támogatná, egyik fél sem építtetheti újjá, és nem láthatja el őrséggel.
Hetedik cikkely. Hogy mindenkit, aki a fent említett erdélyi mozgalmakban egyik vagy másik párthoz csatlakozott, helyezzenek vissza javaikba, jogaikba és tisztességükbe, és ne zaklassák őket. Mindazonáltal engedelmeskedjenek fejedelmeiknek, és ne okozzanak károkat országukban.
Nyolcadik cikkely. Hogy Ő Császári Felségének szabad legyen új erősséget emelni területeinek védelmére a Vág mentén és a Vágon túl fekvő Gután.
Kilencedik cikkely. Ezután sem az egyik, sem a másik fél nem kezdeményezhet semmiféle ellenségeskedést és portyázást. Az ezzel ellentétesen cselekvőket szigorúan büntessék meg. Mindkét fél tartsa rendben és fegyelemben katonáit, vonja vissza hadseregét Magyarország és Erdély határairól, és ne engedje visszatérni oda, úgyhogy a sokat szenvedett lakosság teljes nyugalomban élhessen.
Tizedik cikkely. A béke és a jó barátság nagyobb megerősítésére a két nagyhatalmú császár között elvégeztetett, hogy ez a szent béke Isten segítségével a jelen naptól 20 évig tartson, és négy hónap múlva ünnepélyes küldöttségek és oklevelek által ünnepélyesen erősítsék meg a nép vigasztalására és örömére. A Római Császár követe adjon át 200 ezer arany értékű önkéntes ajándékot a barátság jeleként, amelyet a török Porta hasonlóan ünnepélyes követség útján, ugyanolyan méltó és mértékű ajándékkal viszonoz. A küldöttségek cseréje történjék meg a régi szokás szerint a megszokott helyen és módon. A korábbi egyezmények cikkelyei, amelyeket a zsitvatoroki béke [1606] óta későbbi szerződések kifejezetten nem érvénytelenítettek vagy változtattak meg, maradjanak érvényben.
A fenti tíz cikkelyt két azonos tartalmú, latin és török nyelvű békeokmányba foglalták, a meghatalmazottak aláírták, pecsétjükkel megerősítették, majd szokott módon kicserélték úgy, hogy a latin a fényességes és kitűnő nagyvezírnél maradt, a török nyelvűt átadták a követ úrnak, és a császári udvarba küldték.
Kelt a török táborban, Vasvár falu mellett 1664. augusztus 10-én.”

|  |  |
|  |  |

## Következményei
A Habsburgok számítottak arra, hogy nagy felháborodás kerekedik mindebből, ezért több mint egy hónapig titkolták. Eközben a francia király ígéretet tett a török elleni harc folytatására és Montecuccoli tanácskozást tartott a közeljövőben tartandó hadműveletekről.
Szeptember 27-én óriási megdöbbenés és felháborodás fogadta a vasvári béke bejelentését, ugyan az udvar megpróbálta mentegetni magát, hogy „keservesen” és „szomorúan” ment bele. 

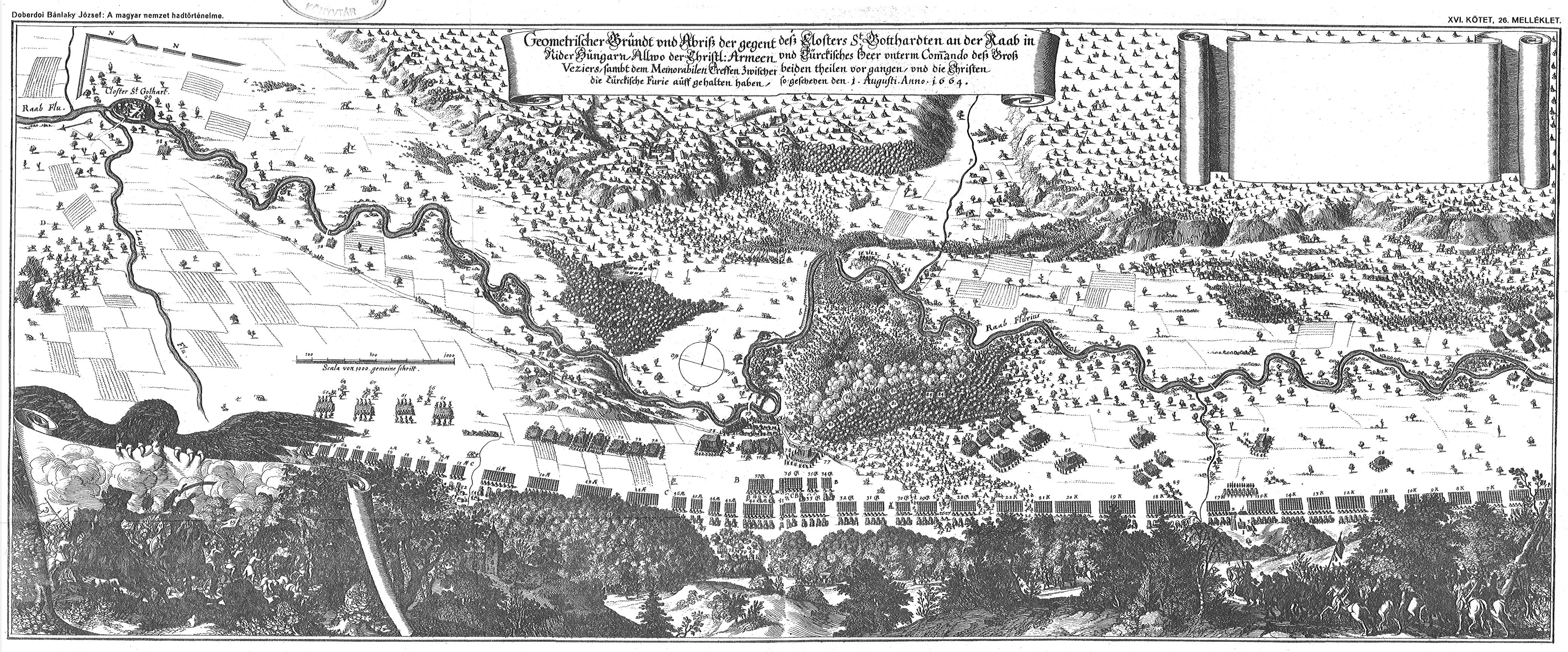
A szentgotthárdi csata 1664. augusztus 1-jén zajlott le és az európai hadak győzelmével zárult

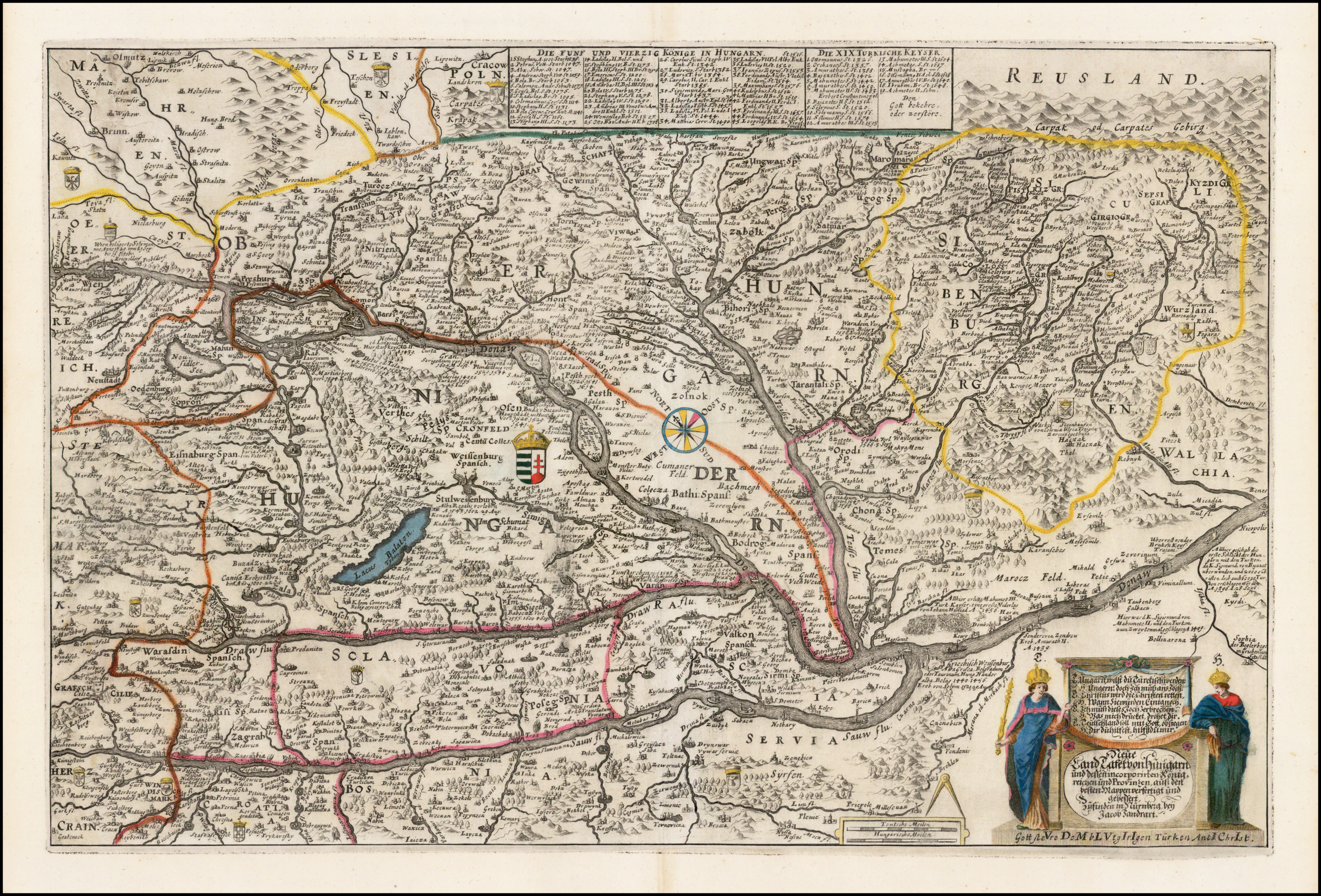
A Magyar Királyság térképe (1664)

A franciák szerint Lipót megtagadta a keresztény szolidaritást ezzel a szégyenletes békével. A vármegyék is erélyesen tiltakoztak, gyalázatosnak, helytelennek és teljességgel törvénytelennek tartva azt. Mind Erdély, mind a Királyi Magyarország nagy tragédiaként értékelte, de nemcsak ők, hanem a török uralom alatt élő népeket is elkeseredéssel töltötte el.
A békeszerződés gazdaságilag is elég súlyos következményekkel járt. Érsekújvár bevételével egy hatalmas ék vágott be Magyarország testébe. Kassa és Pozsony közt elvágta az addigi utat, s más szakaszon kellett, hogy haladjanak a Lengyelországba és Erdélybe futó kereskedelmi utak, de még ezt is jobban fenyegették a török portyázók, mint korábban.
De a Habsburg udvar is alaposan melléfogott, mert nemhogy elejét vette volna a magyar–francia kapcsolattartásnak, éppen fordítva, az egyre erősödött. A franciáknak kapóra jött ez az elégedetlenség, amelyet az osztrák ellenfeleikkel szemben kívántak felhasználni. Nagyon forrongó volt a helyzet és az udvar komolyan tartott egy esetleges felkeléstől. Sőt a velencei francia követ úgy vélte, hogy a magyar rendek már inkább királyuknak választanák Lajost. Velence pénzbeli támogatást helyezett kilátásba a magyar mozgalom számára, amely valóban elkezdődött.

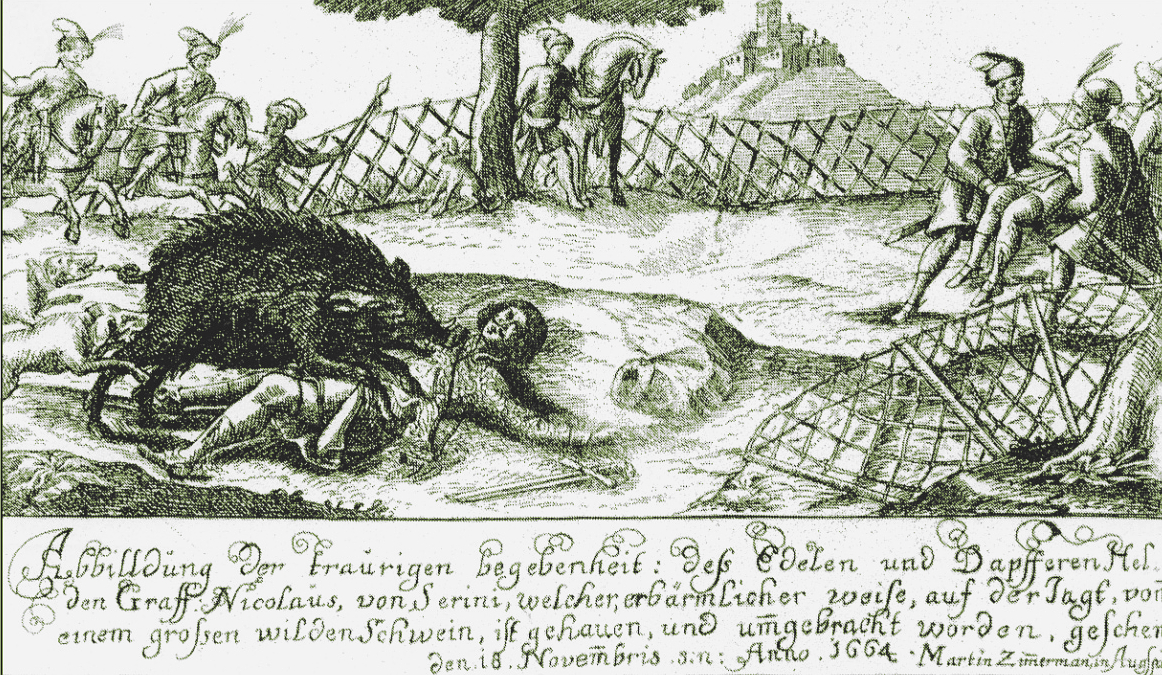
Zrínyi halála, amikor 1664. november 18-án a kursaneci erdőben vadászva, egy vadkan halálra sebesítette

Zrínyi Miklós horvát bán Csáktornyán híveivel belefogott egy Habsburg-ellenes szervezkedés előkészületébe. Ennek jegyében meg akarta szabadítani hazáját a török és az osztrák hódítóktól. Be kívánta vonni a szomszédos államokat, amikkel talán egy konföderációt alkothatnának.
Zrínyi Habsburg-ellenes tervei visszanyúltak a vasvári békével lezárt újabb török háború előttre, ugyanis II. Rákóczi György végzetes lengyelországi vereségéig, illetve bukásáig Zrínyit Rákóczi magyarországi török vazallus királyságának terve foglalkoztatta.
Nem tudni, hogy a Habsburgok tudtak-e erről, de mindenesetre Kursaneczban rövidesen meghalt Zrínyi, egy vadászbalesetben, amelynek körülményei eddig elég ellentmondásosak és rejtélyesek. Egyelőre nem volt utód terve folytatására, viszont később kibontakozott a Wesselényi-összeesküvés, Wesselényi Ferenc nádor vezetésével, ámbár ez elég szűk körű maradt. Amikor Wesselényi is meghalt, Zrínyi Péter, Miklós testvére és Frangepán Ferenc Kristóf vették át a szervezkedés vezetését, amelyhez már török segítséget is igénybe akartak venni. Elhamarkodottan megindították a Habsburg-ellenes felkelést, de az csak kis területre terjedt ki, és az osztrák hadseregnek nem okozott nagy nehézséget a felszámolása.
Az összeesküvés vezetőit és résztvevőit 1671-ben halálra ítélték, lefejezték, és vagyonukat elkobozták. 
A nádori tisztség helyett kormányzóságot (gubernium) állítottak fel, amely közvetlenül a császárnak volt alárendelve. Feladata volt többek között a vallási kérdések felügyelete (ez a gyakorlatban a rekatolizáció támogatását jelentette). Ampringen kormányzósága idején rendszeresek voltak a tömeges kivégzések, az új eretneknyomozó törvényszékek a protestánsokat, a hadi törvényszékek pedig a vagyonos hazafiakat üldözték. Az 1670-ben kiadott általános amnesztialevél ellenére a Wesselényi-összeesküvésben cinkosként feltüntetett papokat, lelkészeket bebörtönözték és az úgynevezett pozsonyi vértörvényszék ítéletei nyomán közülük mintegy hetvenet gályarabságra ítéltek. Közülük a még életben maradt harmincat Michiel de Ruyter holland tengernagy szabadította ki a fogságból. Lipót zsoldosai sorozatos kegyetlenségeket követtek el, különösen az ország tiszai részét dúlták fel. Friedrich Cob von Neuding császári ezredes például a kassai főtéren hatvankét magyar nemest végeztetett ki. Mindez nagy mértékben hozzájárult a Thököly Imre vezette felkelés kirobbanásához.